# 54 pr. n. št.
54 pr. n. št. je bilo leto predjulijanskega rimskega koledarja. V rimskem svetu je bilo znano kot leto sokonzulstva Apija in Ahenobarba, pa tudi kot leto 700 ab urbe condita.
Oznaka 54 pr. Kr. oz. 54 AC (Ante Christum, »pred Kristusom«), zdaj posodobljeno v 54 pr. n. št., se uporablja od srednjega veka, ko se je uveljavilo številčenje po sistemu Anno Domini.

## Dogodki
- Julij Cezar vdre v Britanijo.

## Rojstva
- Seneka starejši, rimski govornik in pisatelj († 39)

## Smrti
- Mitridat III. Partski, veliki kralj Partskega cesarstva, vladal 57–54 pr. n. št.